# 149-о средно училище „Иван Хаджийски“
149 средно училище „Иван Хаджийски“ е основано през 1988 г. Премества се през 1989 г. в новопостроена сграда в ж.к. Овча купел 2, където се помещава и днес. През 2019 г. е открит и нов учебен корпус, който включва голям физкултурен салон, зали за бойни изкуства, тенис на маса и кабинети по готварство, безопасност на движението, както и няколко класни стаи.
Носи името на видния български народопсихолог и социолог Иван Хаджийски (1907 – 1944 г.), автор на „Бит и душевност на нашия народ“ и „Оптимистична теория за нашия народ“. Посмъртно му е присъдена наградата златен знак с лента от института по социология при БАН за изключителни заслуги и изключителен и оригинален принос към българската социология.
От създаването му училището са завършили успешно хиляди ученици. Благодарение на сериозната подготовка от страна на високо квалифицираните преподаватели много от тях са продължили образованието си във ВУЗ в страната и чужбина и са се реализирали успешно в различни сфери от обществения, политическия и духовен живот на България.
Днес в него се обучават ученици от I до XII клас, като в горен курс обучението е профилирано – „Изкуства и изобразително изкуство“ и „Софтуерни и хардуерни науки“. От учебната 2018 – 2019 г. училището разкрива езикови паралелки след 7-и клас с интензивно изучаване на английски език. Всяка година броят на учениците неизменно се увеличава. Училището е обявено на иновативно от Министерския съвет на Република България през 2017 г. Развива иновация и в Начален и в Гимназиален етап. Това е едно от малкото училища в София и единственото в район „Овча купел“, което предлага и предмет „Религия“ (православно християнство).
Училището работи активно с редица проекти, като е особено активно в европейската програма „Еразъм +“ където десетки ученици и учители непрекъснато чрез лични посещения обменят опит и практически умения с училища от над 16 държави членки на Европейския съюз.
Директор на училището е Людмила Василева (от 2001 г.), която преподава Философия. Заместник-директори са:
1. Стефан Иванов – Заместник-директор по учебна дейност (преподава История и цивилизации, както и Религия (православно християнство).
2. инж. Яник Мицев – Заместник-директор по административно-стопанската дейност.
3. Галя Асенова – Заместник-директор по учебна дейност (преподава на Начален етап).
4. Надежда Лалчева – Заместник-директор по учебна дейност (преподава Химия).

Главен учител е Татяна Рангелова (за Прогимназиален и Гимназиален етап).
Училището е посланик на Европейския Парламент за България и е част от мрежата училища, с които работи фондация „Америка за България“.